# Andriasa pechueli
Andriasa pechueli är en fjärilsart som beskrevs av Herman Dewitz 1879. Andriasa pechueli ingår i släktet Andriasa och familjen svärmare. Inga underarter finns listade i Catalogue of Life.